# Diócesis de Marabá
La diócesis de Marabá (en latín: Dioecesis Maraben(sis) y en portugués: Diocese de Marabá) es una circunscripción eclesiástica latina de la Iglesia católica en Brasil, sufragánea de la arquidiócesis de Belém do Pará. La diócesis tiene al obispo Vital Corbellini como su ordinario desde el 10 de octubre de 2012. 

## Territorio y organización
La diócesis tiene 81 832 km² y extiende su jurisdicción sobre los fieles católicos de rito latino residentes en 15 municipios del estado del Pará: Abel Figueiredo, Bom Jesus do Tocantins, Brejo Grande do Araguaia, Canaã dos Carajás, Curionópolis, Eldorado do Carajás, Goianésia do Pará, Itupiranga, Jacundá, Marabá, Nova Ipixuna, Palestina do Pará, Parauapebas, São Domingos do Araguaia, São João do Araguaia; y la cura pastoral de algunas comunidades en los municipios de Tucuruí, Novo Repartimento y São Félix do Xingu.
La sede de la diócesis se encuentra en la ciudad de Marabá, en donde se halla la Catedral de Nuestra Señora del Perpetuo Socorro.
En 2020 en la diócesis existían 29 parroquias agrupadas en 6 áreas pastorales: Araguaia, Carajás, Cidade Nova, Jacundá, Morada Nova y Nova Marabá.

## Historia
La prelatura territorial de Santíssima Conceição do Araguaia fue erigida el 18 de julio de 1911, obteniendo el territorio de la arquidiócesis de Belém do Pará. Originalmente la sede del prelado era la ciudad de Conceição do Araguaia.
El 16 de diciembre de 1934 cedió parte de su territorio para la erección de la prelatura territorial de Xingú mediante la bula Animarum bonum de papa Pío XI.
El 13 de mayo de 1969 cedió parte de su territorio para la erección de la prelatura territoriale São Félix mediante la bula Ut comodius del papa Pablo VI.
El 20 de diciembre de 1969, en virtud del decreto Cum Urbs de la Congregación para los Obispos, la prelatura fue trasladada a Marabá y tomó el nombre de prelatura territorial de Marabá.
El 27 de marzo de 1976 cedió otra porción de territorio para la erección de la nueva prelatura territorial de Santíssima Conceição do Araguaia (hoy diócesis de Santíssima Conceição do Araguaia).
El 16 de octubre de 1979 la prelatura territorial de Marabá fue elevada a diócesis con la bula Cum praelaturae del papa Juan Pablo II.
El 6 de noviembre de 2019 cedió una porción de territorio para la erección de la prelatura territorial del Alto Xingú-Tucumã mediante la bula Super humanas vires del papa Francisco.

## Estadísticas
De acuerdo al Anuario Pontificio 2021 la diócesis tenía a fines de 2020 un total de 453 500 fieles bautizados.
| Año                                                                             | Población            | Población | Población      | Sacerdotes | Sacerdotes    | Sacerdotes    | Bautizados por sacerdote | Diáconos permanentes | Religiosos | Religiosos | Parroquias |
| Año                                                                             | Bautizados católicos | Total     | % de católicos | Total      | Clero secular | Clero regular | Bautizados por sacerdote | Diáconos permanentes | Varones    | Mujeres    | Parroquias |
| ------------------------------------------------------------------------------- | -------------------- | --------- | -------------- | ---------- | ------------- | ------------- | ------------------------ | -------------------- | ---------- | ---------- | ---------- |
| 1950                                                                            | 15 000               | 20 000    | 75.0           | 5          | 1             | 4             | 3000                     |                      | 5          | 13         | 2          |
| 1966                                                                            | 37 000               | 45 000    | 82.2           | 12         | 7             | 5             | 3083                     |                      | 7          | 42         | 3          |
| 1970                                                                            | ?                    | 43 000    | ?              | 10         | 6             | 4             | ?                        |                      | 4          | 23         | 2          |
| 1976                                                                            | 160 000              | 180 000   | 88.9           | 14         | 6             | 8             | 11 428                   |                      | 9          | 35         | 10         |
| 1977                                                                            | 73 000               | 86 000    | 84.9           | 8          | 3             | 5             | 9125                     |                      | 6          | 20         | 7          |
| 1990                                                                            | 452 000              | 473 000   | 95.6           | 19         | 3             | 16            | 23 789                   | 1                    | 16         | 45         | 8          |
| 1999                                                                            | 500 000              | 650 000   | 76.9           | 22         | 7             | 15            | 22 727                   |                      | 16         | 40         | 8          |
| 2000                                                                            | 500 000              | 650 000   | 76.9           | 23         | 7             | 16            | 21 739                   |                      | 19         | 39         | 9          |
| 2001                                                                            | 300 000              | 501 435   | 59.8           | 19         | 6             | 13            | 15 789                   |                      | 18         | 25         | 11         |
| 2002                                                                            | 302 000              | 505 000   | 59.8           | 21         | 8             | 13            | 14 380                   |                      | 17         | 23         | 14         |
| 2003                                                                            | 370 000              | 533 000   | 69.4           | 24         | 8             | 16            | 15 416                   |                      | 36         | 24         | 18         |
| 2004                                                                            | 370 000              | 533 000   | 69.4           | 27         | 11            | 16            | 13 703                   |                      | 36         | 24         | 18         |
| 2013                                                                            | 458 000              | 657 000   | 69.7           | 46         | 25            | 21            | 9 956                    |                      | 30         | 50         | 28         |
| 2016                                                                            | 544 000              | 787 000   | 69.1           | 46         | 24            | 22            | 11 826                   |                      | 36         | 37         | 29         |
| 2019                                                                            | 450 000              | 814 000   | 55.3           | 47         | 31            | 16            | 9574                     |                      | 32         | 37         | 28         |
| 2020                                                                            | 453 500              | 820 430   | 55.3           | 50         | 30            | 20            | 9070                     | 2                    | 33         | 38         | 29         |
| Fuente: Catholic-Hierarchy, que a su vez toma los datos del Anuario Pontificio. |                      |           |                |            |               |               |                          |                      |            |            |            |

## Episcopologio
- Raymond Dominique Carrerot, O.P. † (26 de agosto de 1912-30 de julio de 1920 nombrado obispo de Porto Nacional)
  - Sede vacante (1920-1924)
- Sebastião Tomás, O.P. † (18 de diciembre de 1924-19 de diciembre de 1945 falleció)
  - Sede vacante (1945-1951)
- Luís António Palha Teixeira, O.P. † (20 de febrero de 1951-10 de noviembre de 1976 retirado)
- Alano Maria Pena, O.P. (10 de noviembre de 1976 por sucesión-11 de julio de 1985 nombrado obispo de Itapeva)
- Altamiro Rossato, C.SS.R. † (8 de diciembre de 1985-15 de marzo de 1989 nombrado arzobispo coadjutor de Porto Alegre)
- José Vieira de Lima, T.O.R. (18 de abril de 1990-11 de noviembre de 1998 nombrado obispo de São Luiz de Cáceres)
- José Foralosso, S.D.B. † (12 de enero de 2000-25 de abril de 2012 renunció)
- Vital Corbellini, desde el 10 de octubre de 2012